# 松下美保
松下 美保（まつした みほ、1991年8月24日 - ）は、日本の元グラビアアイドル。元office vivid所属。

## 来歴・人物
母親と所属していた事務所の社長とが知り合いだったことが、芸能界デビューへのつながりとなる。2008年の「スコラガールズを探せ!!」でグランプリを獲得し、初代スコラガールズグランプリに選ばれる。2010年には、BOMB創刊30周年記念企画「BOMBビキニ道場・6期生」でもグランプリに輝く。
しかし本人は元々芸能界に興味が無く、カメラを向けられるのも嫌だったという。
特技はバレーボール。趣味は日舞、乗馬、映画鑑賞、読書、歌うこと。好きなキャラクターはハローキティ。愛犬はミニチュアピンシャーのベティちゃん。好きな歌手は中島美嘉。元々は男性アイドルよりもモーニング娘。が好きだったとも話していたことがある。
姉と弟が一人ずついる。
2018年12月31日を以って芸能界を引退する予定であると同年8月1日のブログで明らかにした。同年12月31日、予定通りに芸能界を引退した。

## 活動歴
- 2008年の「スコラガールズを探せ!!」グランプリ。初代スコラガールズグランプリ受賞（2009年）。
- 2010年のBOMB30周年記念企画「BOMBビキニ道場・6期生」グランプリ受賞。（2010年）。

### 映画
- MIU movie『妹の彼女-第2章-』（主演：須藤水帆役）
- 短編コメディ映画『魚介類　山岡マイコ Part.1』（山岡ユカカ役・「第2回したまちコメディ映画祭in台東」にて上映）
- 『魚介類　山岡マイコ』（山岡ユカカ役）
  - 「ゆうばり国際ファンタスティック映画祭 2011」にて上映
  - 「第15回プチョン国際ファンタスティック映画祭」（2011年7月・韓国）にて上映
  - 2011年10月22日～2011年11月11日　シネ・リーブル池袋（東京）にてロードショー
  - 2012年1月7日～2012年1月13日　シネ・リーブル梅田（大阪）・シネマスコーレ（名古屋）にてロードショー
  - 2012年3月10日～2012年3月21日　桜坂劇場（沖縄）にてロードショー

### DVD
1. Pure Smile（2007年2月9日発売、竹書房）
2. Angel kiss～カワエロ天使～（2007年7月22日発売、トリコ）
3. 美・完成（未販売、エイベックス）
4. 【moecco ハイスクール】桜の花、咲くころ（2008年3月20日発売、タスクビジュアル）
5. あなたの夢、かなえちゃう（2008年7月25日発売、ぶんか社）
6. 【moecco ハイスクール】ハイビスカス（2008年10月20日発売、タスクビジュアル）
7. Angel kiss～カワエロ天使２～（2009年1月22日発売、トリコ）
8. 現役女子高生グラビア 松下美保 17歳（2009年4月25日発売、アイマックス）[5]
9. マジカル☆スイッチ（2009年12月25日発売、メディア・マジック・パブリッシング）[6][7]
10. 天使×小悪魔（2011年11月30日発売、BNS）
11. スィートリップス 松下美保（2012年8月20日発売、WIDI Softcreate ラインコミュニケーションズ）
12. スィートリップス 松下美保 もっと！（2012年11月20日発売、WIDI Softcreate ラインコミュニケーションズ）

### テレビ番組
- グラビアの美少女 #437（MONDO TV、2009年1月30日）

### インターネット番組
- ニコニコ生放送　「カニかまって、何ですか？」　毎週土曜日 22時から

### 電子書籍
- 松下美保 電子写真集 「初恋」 （アスペクトデジタルメディア）

### CD
- ワーナーミュージック・ジャパン Hi-SPEED キラキラJK
（23曲目：神無月の巫女::RE-SUBLIMITY）
- iTunes Storeにて、RE-SUBLIMITY（175 Mastermix）配信

### 連載
- 『みほカフェ』（「クリーム」：ワイレア出版）
- 『スコラガールズグランプリ・松下美保のおしごと初体験』（「スコラ」：スコラマガジン）
- 『パジャマ de おジャマ Returns』・（「ワニブックス＠モバイル」）

### 雑誌
- 『週刊プレイボーイ』（集英社）
- 『月刊アフタヌーン』（講談社）
- 『ヤングチャンピオン』（秋田書店）
- 『ヤングアニマル』『ヤングアニマル嵐』（白泉社）
- 『月刊クリーム』（ワイレア出版） - 『みほカフェ』を連載
- 『スコラ』（スコラマガジン） - 『スコラガールズグランプリ・松下美保のおしごと初体験』を連載
- 『CAPA』＆『デジキャパ!』（学研）

### その他
- フリーDVDマガジン『code NEO vol.7「話題のブロガー」』（凸版印刷）
- オムニバスDVD『美少女デラックスTV Vol.1』（ビーエムドットスリー）
- インターネットグラビア『現役女子高生グラビア』2007年～2009年